# Взрыв в Зимнем дворце
Взрыв в Зимнем дворце (18:22; 5 (17) февраля 1880) — террористический акт, направленный против российского императора Александра II, организованный членами движения «Народная воля».

## Хронология событий
В сентябре 1879 года народоволец С. Н. Халтурин по поддельным документам устроился работать плотником-краснодеревщиком в Зимний дворец. Халтурин проживал в подвальном помещении Зимнего дворца под помещением императорской столовой. К 5 февраля следующего года ему удалось по частям пронести в подвал императорского дворца около двух пудов динамита, изготовленного в подпольной лаборатории народовольцев. Сначала он его прятал в подушку, а когда она оказалась заполненной — в свой сундук с вещами. Помещение, где жил Халтурин, обыскивали несколько раз, но обыски проводились настолько формально, что динамит в крохотной комнатке обнаружен не был.
Бомба была приведена в действие с помощью запального шнура. Непосредственно над его комнатой располагалось караульное помещение, ещё выше, на втором этаже, столовая, в которой собирался обедать Александр II. К обеду ждали принца Гессенского, брата императрицы Марии Александровны, и его сына князя Болгарии Александра Баттенберга, но их поезд опоздал на полчаса.
Взрыв застал императора, встречавшего принца, в Малом Фельдмаршальском зале, далеко от столовой. Взрыв динамита разрушил перекрытие между цокольным и первым этажами. Полы дворцовой гауптвахты обрушились вниз (современный зал Эрмитажа № 26). Двойные кирпичные своды между первым и вторым этажами дворца выдержали удар взрывной волны. В бельэтаже никто не пострадал, но взрывом приподняло полы, выбило множество оконных стёкол, погас свет. В столовой или Жёлтой комнате Третьей запасной половины Зимнего дворца (современный зал Эрмитажа № 160, убранство не сохранилось) треснула стена, на накрытый стол упала люстра, всё засыпала извёстка и штукатурка.
В результате взрыва в нижнем этаже дворца погибли 11 военнослужащих нижних чинов лейб-гвардии Финляндского полка, дислоцировавшегося на Васильевском острове, нёсших в тот день караул во дворце, ранены были 56 человек. Несмотря на собственные раны и увечья, уцелевшие часовые оставались на своих местах и даже по прибытии вызванной смены от лейб-гвардии Преображенского полка не уступали прибывшим своих мест, пока не были сменены своим разводящим ефрейтором, который тоже был ранен при взрыве. Погибшие были участниками недавно закончившейся Русско-турецкой войны.
Погибли:
- фельдфебель Кирилл Дмитриев,
- унтер-офицер Ефим Белонин,
- горнист Иван Антонов,
- ефрейтор Тихон Феоктистов,
- ефрейтор Борис Лелецкий,
- рядовой Фёдор Соловьёв,
- рядовой Владимир Шукшин,
- рядовой Данила Сенин,
- рядовой Ардалион Захаров,
- рядовой Григорий Журавлёв,
- рядовой Семён Кошелев.
- лакей, находившийся в соседнем с караульным помещении[источник не указан 1257 дней].

Погибшие были похоронены 7 февраля в присутствии шефа полка великого князя Константина Николаевича в братской могиле на Смоленском кладбище Санкт-Петербурга, где на площадке, обложенной гранитом, был впоследствии установлен Памятник героям-финляндцам.
Именным указом Императора все находившиеся в этом карауле солдаты были представлены к наградам, денежным выплатам и прочим поощрениям. Этим же указом Александр II повелел «зачислить на вечный пансион» семьи убитых гвардейцев.
Ещё через пять дней, 12 (24) февраля 1880 года, для упреждения террористической активности был учреждён чрезвычайный государственный орган — Верховная распорядительная комиссия.